# Jaws: The Revenge
Jaws: The Revenge (alias Jaws 4) is een Amerikaanse horror/thrillerfilm uit 1987, geregisseerd door Joseph Sargent. Het is het derde en laatste vervolg op Steven Spielbergs kaskraker Jaws.
De film werd met negatieve reacties ontvangen.

## Verhaal
In dit vervolg wordt de familie Brody opnieuw slachtoffer van de haai. In eerste instantie wordt Sean (Anderson) gedood door de haai tijdens Kerst. De weduwe van Martin Brody, Ellen (Lorraine Gary), bezoekt haar oudste zoon, Michael (Lance Guest) op de Bahama's. Op de Bahama's krijgt Ellen een relatie met Hoagie Newcombe (Michael Caine). Na enkele aanvallen op de familie is Ellen ervan overtuigd dat de haai haar is gevolgd naar de Bahama's.

## Rolverdeling
| Acteur            | Personage        |
| ----------------- | ---------------- |
| Lorraine Gary     | Ellen Brody      |
| Lance Guest       | Michael Brody    |
| Mario Van Peebles | Jake             |
| Michael Caine     | Hoagie Newcombe  |
| Karen Young       | Carla Brody      |
| Judith Barsi      | Thea Brody       |
| Lynn Whitfield    | Louisa           |
| Mitchell Anderson | Sean Brody       |
| Jay Mello         | jonge Sean Brody |

## Achtergrond

### Productie
Joseph Sargent produceerde en regisseerde de film.
Jaws: The Revenge werd gefilmd op locatie in New England en in de Caraïben en voltooid in de studio's van Universal. Net als in de eerste twee films diende Martha's Vineyard als locatie voor het fictieve eiland Amity.
Het special effects-team reisde al een maand voor de opnames begonnen af naar South Beach, Nassau om voorbereidingen te treffen. Voor de haai werd wederom een modelhaai gebruikt. Ditmaal moest het special effects-team extra stunts voorbereiden, zoals een scène waarin de haai uit het water springt.

### Filmmuziek
De muziek voor de film werd gecomponeerd door Michael Small. De muziek kreeg zelf betere kritieken dan de film. Behalve de nummers gecomponeerd door Small, bevat de film ook het nummer Nail it to the Wall van Stacy Lattislaw en de hit You Got It All van The Jets.
De nummers zijn:
1. "Main Title"
2. "Underwater"
3. "The Bahamas"
4. "Premonition"
5. "Moray Eel"
6. "Alive Or Dead"
7. "The Shark"
8. "Revenge & Finale"

### Reacties
De film werd met vrijwel uitsluitend negatieve reacties ontvangen. Desondanks slaagde de film er wel in de productiekosten terug te verdienen. De wereldwijde opbrengst van $51.881.013 was de laagste opbrengst van alle Jaws-films.
De film werd vooral bekritiseerd vanwege de vele onmogelijke scenario’s, zoals de haai die wraak zou zoeken.

## Prijzen en nominaties
| jaar | prijs                  | categorie                   | genomineerde(n)   | uitslag     |
| ---- | ---------------------- | --------------------------- | ----------------- | ----------- |
| 1988 | Saturn Award           | beste actrice               | Lorraine Gary     | genomineerd |
| 1988 | Golden Raspberry Award | slechtste visuele effecten  | Henry Millar      | gewonnen    |
| 1988 | Golden Raspberry Award | Slechtste acteur            | “Bruce” (de haai) | genomineerd |
| 1988 | Golden Raspberry Award | Slechtste actrice           | Lorraine Gary     | genomineerd |
| 1988 | Golden Raspberry Award | Slechtste regisseur         | Joseph Sargent    | genomineerd |
| 1988 | Golden Raspberry Award | Slechtste film              | Joseph Sargent    | genomineerd |
| 1988 | Golden Raspberry Award | Slechtste scenario          | Michael De Guzman | genomineerd |
| 1988 | Golden Raspberry Award | Slechtste mannelijke bijrol | Michael Caine     | genomineerd |

## Trivia
- De ondertitel This Time It's Personal is een populaire uitdrukking geworden, ondanks het gebrek aan financieel en artistiek succes. De uitdrukking wordt meestal op een komische manier gebruikt.
- In de film Back to the Future Part II ziet de hoofdpersoon, Marty McFly, in het jaar 2015 reclame voor Jaws 19, met als tagline This time it's REALLY personal!. Dit is zowel een parodie op de vele Jaws-films, als op de tagline van Jaws: The Revenge.